# گوژکوویتسه
گوژکوویتسه (به لاتین: Gorzkowice) یک روستا در لهستان است که در گمینا گوژکوویتسه واقع شده‌است. گوژکوویتسه ۳٬۳۱۰ نفر جمعیت دارد.